# Chiesa dell'Itria (Cefalù)
La chiesa dell'Itria è un edificio religioso di Cefalù.

## Descrizione
La chiesa sorge in Piazza Crispi, addossata al bastione di capo Marchiafava. In origine si trattava di due chiese contigue, San Giovanni Evangelista e Santa Maria dell'Odigitria, comunemente detta "dell'Itria". La prima, probabilmente di origini cinquecentesche, apparteneva alla confraternita dello stesso titolo, citata in atti notarili del 1509 e del 1535. La seconda era in origine una cappella, intitolata a San Michele Arcangelo, anch'essa di proprietà della confraternita. In seguito ceduta al vescovo Ottaviano Preconio, che istituì la confraternita di Santa Maria dell'Itria (o di San Nicola da Tolentino) e la cappella venne presto trasformata in chiesa e oratorio.
Le due chiese divennero un'unica parrocchia nel 1961, con il titolo dell'Itria e di San Giovanni. Di conseguenza, i due edifici vennero unificati aprendo delle arcate sulla parete all'interno, per farle comunicare, e creando, all'esterno, un unico prospetto.